# یحیی مجتهدی
یحیی مجتهدی سیاست‌مدار ایرانی بود، که در  دوره بیست و یکم   بعنوان نماینده نیشابور در مجلس شورای ملی حضور داشت.